# Flux (singel Ellie Goulding)
Flux – piosenka brytyjskiej piosenkarki i kompozytorki Ellie Goulding wydana w formacie singla 1 marca 2019 roku za pośrednictwem mediów masteringowych nakładem wytwórni Polydor. Twórcami tekstu są sama piosenkarka, Joe Kearns, Rachel Keen oraz Jim Eliot, który wcześniej współpracował z Goulding przy jej drugim studyjnym albumie Halcyon tworząc m.in. singiel Anything Could Happen.
Piosenka znalazła się na track liście czwartego albumu piosenkarki, Brightest Blue wydanym w 2020 roku.

## Tło
W wywiadzie dla magazynu The Guardian, w sylwestra 2019, Goulding zapowiedziała, iż jej następny, czwarty album zostanie wydany w 2019 roku. Również opowiadała o nowym materiale oraz piosenkach, które już napisała – „Flux”, „Love I'm Given” oraz „Electricity”. Opisując utwór „Flux”, piosenkarka powiedziała, „że jest to utwór, który dotyczy osoby, z którą prawie skończyłeś”.
21 lutego za pośrednictwem mediów społecznościowych piosenkarka podzieliła się z fanami okładką singla, w opisie publikując datę 01.03.19. W następnym tygodniu Goulding udostępniła fragment tekstu z „Flux” oraz zdjęcia z wideoklipu. W jednym z postów napisała: „Nie mogę się doczekać aby podzielić się z wami teledyskiem do Flux”.

## Teledysk
Do singla został nagrany czarno-biały wideoklip, którego reżyserią zajęła się Rhianne White. Premiera teledysku odbyła się 1 marca 2019 roku na oficjalnym YouTube Ellie Goulding. Równocześnie z premierą piosenki na platformach streamingowych. Wideo zza kulis kręcenia teledysku Ellie opublikowała na swoim Instagramie.

## Lista utworów
- Digital download (1 marca 2019)

1. Flux – 3:49

## Personel
- Ellie Goulding – wokal prowadzący, autorstwo piosenek, towarzyszący wykonawca
- Joe Kearns – pisanie piosenek, produkcja, inżynieria, programowanie, gitara basowa, współpracujący wykonawca
- Jim Eliot – pisanie piosenek, fortepian, towarzyszący wykonawca
- Maxwell Cooke – produkcja, wykonawca towarzyszący, aranżer smyczków
- Joe Clegg – powiązany wykonawca, perkusja
- Mark Knight – asystent inżyniera dźwięku, personel studia
- Rowan McIntosh – asystent inżyniera dźwięku, personel studia
- Hilary Skewes – wykonawca łańcuchów
- Jason Elliott – inżynier, personel studia
- Matt Colton – mastering, personel studia
- Jamie Snell – miksowanie, personel studia
- Sam Thompson – koordynator

Źródło

## Notowania
| Lista (2019)                       | Najwyższa pozycja |
| ---------------------------------- | ----------------- |
| Nowa Zelandia Hot Singles (RMNZ)   | 32                |
| Szkocja (Official Charts Company)  | 35                |
| Wielka Brytania (UK Singles Chart) | 97                |

## Końcowo roczne
| Lista (2019)     | Najwyższa pozycja |
| ---------------- | ----------------- |
| Portugalia (AFP) | 1338              |

## Historia wydania
| Kraj  | Data          | Wytwórnia       | Format                             | Wersja     |
| ----- | ------------- | --------------- | ---------------------------------- | ---------- |
| Świat | 21 marca 2019 | Polydor Records | Digital download, premiera w radiu | Oryginalna |